# Eremogryllinae
Sous-famille
Les Eremogryllinae sont une sous-famille d'orthoptères caelifères de la famille des Acrididae.

## Distribution
Les espèces de cette famille se rencontrent en Afrique du Nord.

## Liste des genres
Selon Orthoptera Species File (1er avril 2010) :
- Eremogryllus Krauss, 1902
- Notopleura Krauss, 1902

## Référence
- Dirsh, 1956 : The phallic complex in Acridoidea (Orthoptera) in relation to taxonomy. Transactions of the Royal Entomological Society of London, vol. 108, n. 7, p. 223-356.